# Davézieux
 Davézieux  là một thị trấn ở tỉnh Ardèche, vùng Auvergne-Rhône-Alpes ở đông nam nước Pháp.